# 子守のおばちゃま
「子守のおばちゃま」（原題：Some Enchanted Evening）は、『ザ・シンプソンズ』シリーズのシーズン1の時に制作されたエピソードの一つであり、オリジナル版はシーズン最終話としてFOXテレビにより1990年5月13日に放送された。
この作品は日本において最初に放送された『ザ・シンプソンズ』のエピソードであり、日本ではWOWOWにて「シンプソンズ登場!!」のタイトルで1992年9月19日に放送された。米国では本来最初に制作されたエピソードであったが、技術的な問題の発生により放送が先送りされ、最終話として放送されたものである。
ストーリーは、バートとリサとマギーの子守をしてもらうために、ホーマーとマージが苦心して探し雇ったボッツ夫人という人物が、実は悪名高いベビーシッター強盗（Babysitter Bandit）だったという筋書きとなっている。
このエピソードは、音楽が映画『スタア誕生』から、そして映像的には映画『狩人の夜』と『サイコ』を元に組み立てられている。
シーズン1の中では最低であるという見方と、最高であるという見方の2つに評価が分かれている作品でもある。

## ストーリー
物語はシンプソン一家の朝食シーンから始まる。いつもの様に騒がしいバートとリサそしてホーマー、そんな日々に疲れを感じたマージは、KBBLラジオのDr.モンローの電話相談室に電話]をかける。そして、家族が自分に全然構ってくれないと悩みを打ち明ける。そして、原子力発電所でマージの電話相談の内容を聴いたホーマーは、モーの店でモーに「たまには女房孝行してやんなよ。」と窘められて、マージの為に花束と菓子箱を買い食事と一緒に高級モーテルに泊まることにする。
だが、家ではすっかりDr.モンローのアドバイスに洗脳され、切れる寸前のマージがホーマーの帰りを今か今かと待ち構えていた。時間は8時半を過ぎ、お腹を空かせたバート達はマージに「お腹が空いた～」と訴えるが、それに怪獣の様な雄たけびで返答するマージであった。一方、ホーマーは家の入り口で、一輪の花と菓子箱を持って、マージに今までの苦労を詫びる練習をしていた。
そして、ホーマーは練習にめんどくなって帰宅、あっさりマージとホーマーは仲直りした。さて、仲直りした2人はホーマーの提案により出かけることにするが、留守にする間、子供達の為にベビーシッターを雇うことにする。だが、バートとリサとマギー達は子守センターから要注意人物としてマークされており、ベビーシッター探しに苦心することに。
その後、ボッツ夫人という人がベビーシッターとしてシンプソン家に現れ、ホーマーとマージはボッツ夫人に子供達の世話を頼み出かけていく。
何度も観たアニメビデオにうんざりしたバートはリサにテレビを観ようぜと言い、「アメリカの凶悪犯罪者」という番組を観ることにする。その番組で子守のボッツ夫人が、指名手配中のベビーシッター強盗ルシール・ボッツコウスキー (Lucille Botzcowski) であると知ったバートとリサ達は抵抗空しく囚われの身となってしまう。
その頃、ホーマーとマージ達はすっかり良い雰囲気となり、ウォーターベッドのある高級モーテルへと向かっていた。
そうしているうちにシンプソン家ではボッツ夫人により、バートとリサが縛られて家財道具を漁られていた。その物音に、寝ていたマギーが気づき、バートとリサ達の縄を解き、3人でボッツ夫人を捕らえる事に成功し、そして先ほどの観ていたテレビ番組「アメリカの凶悪犯罪者」へ連絡するため外の電話ボックスへと向かう。
さて、モーテルのウォーターベッドでゆらゆらしていたマージとホーマーだったが、子供達の様子が気になり、家へと電話してみるが、誰も電話に出ない事に不安を感じたマージ達は直ぐに家に戻ることに。そこで、ホーマーとマージが縛り上げられているボッツ夫人を発見し、ゴッソリと家の物を盗まれている事に気づかずにそのままボッツ夫人を解放し、さらに慰謝料を払って詫びる。そんなホーマーに対してボッツ夫人は「息子さんから一秒も目を離さないように」とアドバイスして、矢の様にその場から去っていった。
ボッツ夫人がホーマーの前から消えて数秒もしないうちにテレビ局と警察が駆けつけきて、ようやくボッツ夫人がベビーシッター強盗であったことを知るのであった。「駄目なオヤジだな。」と嘆くホーマーにマージは子供達が泥棒を捕まえるほどに成長したことを誇りに思うべきと諭し、物語は終幕した。

## 制作時における問題
このエピソードは、シーズン第1作として最初に作られた作品だった。しかし、韓国のスタジオに委託して制作されたアニメーションの出来が非常に悪く、それを観たジェームズ・L・ブルックスも酷評し、結局本編の7割を手直しする羽目になったという。ブルックスらは、本作の出来に絶望的になって番組を続けられるか悲観したが、第2作目の「バートは天才?」の出来が良い事を知り、安心したと述べている。なお、本作のアニメ制作を担当したアニメーターはブルックスの評価に対し、脚本が悪いからだと返答したが、エミー賞を受賞後、彼らは和解している。
このエピソードでのモー役は元々、バーンズ役と兼任で出演していた俳優のクリストファー・コリンズが声を担当していたが、放送ではハンク・アザリアに交代された。これはサム・サイモンがコリンズを「一緒に仕事するのが難しい」と感じたためである。その後、コリンズは初期に出演していた他の声優数名とともに降板し、1994年6月12日に死去した。2018年のGQのインタビューで、アザリアはモー役でコリンズを交代したことについて、何年も経ってから別の俳優を交代させたことに気付いたと述べている。アザリアは、なぜコリンズを交代させたのかと尋ねたところ、マット・グレイニングから「彼（コリンズ）は素晴らしかった... 彼はただの嫌な奴だった。彼の声は素晴らしかったが、誰に対してもちょっと意地悪だった」と言われたと語った。アザリアは続けて、「あの男は一生『ザ・シンプソンズ』に出ていたかもしれないのに、どれだけひどかったか考えてみて。あなたたち子供たちへの教訓：常に親切であれ！」と述べている。モーはアザリアが番組で初めて声を充てたキャラクターである。オーディション当時、アザリアは麻薬の売人の役の演劇に出演しており、声は『狼たちの午後』のアル・パチーノを参考にしていた。彼はオーディションでも同じ声を使ったが、グレイニングとサイモンにもっとしわがれた声にするよう指示され、それがモーの声になった。グレイニングとサイモンはそれが完璧だと思い、アザリアをFOXのレコーディングスタジオに連れて行った。彼は台本を見る前に、モーとして数行のセリフを録音した。また、コリンズが演じていたバーンズ役もシーズン2からハリー・シェアラーに交代された。

## 黒板ギャグ (Chalkboard gag)
- 日本語版	教室で火事だと叫びません。
- 英語版		I will not yell "Fire" in a crowded classroom.

## 映画のエピソード
- 電話相談室に電話した時、マージは自分の年齢は34歳と告げている。
- 原子力発電所が出てくるとカラスが泣くようにしている。
- バートとリサがモーの店に「アル・チューさんはいませんか？」と悪戯電話をかける（英語版では「Al Holic」意味は日本語吹き替え版と同じ）。今作品ではもう一度悪戯電話をするシーンがある。その時は「リン・カーンさんいますか?」
- ホーマーはモーの店でビールのつまみに卵のピクルスを注文している。また、この頃のバーニーは髪の色は黄色である。さらにモーの髪は現在のような白髪ではなく、黒髪で微妙にパンチパーマっぽい。そして、一瞬だがラリーがいる。
- ボッツ夫人の名前の由来は、マット・グレイニングが子供時代に子守してもらった人の名前からきている。
- マージがモーテルでネグリジェ姿になっているシーンに対してフォックステレビから「これは卑猥である」との苦情が来た。
- バート達がボッツ夫人を倒した時、バートの背後の壁にピエロのクラスティの絵が飾ってある。
- 本来、この作品はパイロット版として制作されていた。
- 邦題は映画評論家小森和子の愛称「小森のおばちゃま」のパロディ。